# Héctor Vidal
Héctor Vidal (nacido el 27 de julio de 1913) fue un futbolista argentino. Se desempeñaba como mediocampista y su primer club fue Banfield.

## Carrera

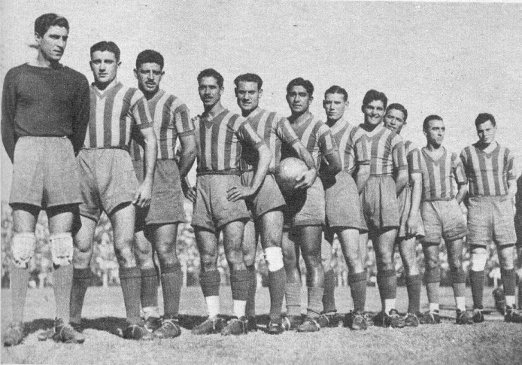
Rosario Central en 1939. De izquierda a derecha: Pedro Aráiz, Constancio Rivero, Ignacio Díaz, Héctor Vidal, Raúl Martínez, Ricardo Cisterna, Alfredo Fógel, Pedro Perucca, Francisco Rodríguez, Salvador Laporta, Juan José Grassi.

Su debut en primera fue vistiendo la casaca del Taladro durante 1935; al año siguiente pasó a Lanús, club en el que jugaría durante tres temporadas. En 1939 fichó por Rosario Central, en el que fue el primer año del cuadro canalla en la liga de Primera División de Argentina. Su primer partido con los auriazules coincidió con la primera victoria de éstos: 5-0 a Ferro Carril Oeste por la 5.ª fecha del Campeonato de Primera División 1939, disputado el 16 de abril. Sumó 14 partidos en el elenco rosarino.  Continuó su carrera en Racing Club, donde jugó entre 1940 y 1943. Luego pasó por clubes de ascenso: Los Andes (1944) y Almagro (1945).

## Clubes
| Club            | País      | Año       |
| --------------- | --------- | --------- |
| Banfield        | Argentina | 1935      |
| Lanús           | Argentina | 1936-1938 |
| Rosario Central | Argentina | 1939      |
| Racing Club     | Argentina | 1940-1943 |
| Los Andes       | Argentina | 1944      |
| Almagro         | Argentina | 1945      |